# Nova Siri
Nova Siri (già Bollita fino al 1872) è un comune italiano di 6 846 abitanti della provincia di Matera in Basilicata.
Situato sulla costa jonica, si divide nella parte centrale (in dialetto ‘u paìs), e nella marina, o dello scalo (in dialetto ‘a staziòn). Confina con i comuni di Rotondella, Nocara, Rocca Imperiale, Canna e Valsinni.

## Geografia fisica

### Territorio
Il territorio comunale di Nova Siri sorge a 355 m s.l.m. nell'estrema parte sud-orientale della provincia di Matera, al confine con la parte sud-orientale della provincia di Potenza e la parte nord-orientale della provincia di Cosenza. Si estende su una fascia mare-montagna, con direttrice sud-nord; pertanto si hanno notevoli differenze geo-ambientali, in cui si distinguono tre distinti settori: marittimo, collinare e basso-montano.
Il territorio marittimo comprende una fascia costiera estesa per circa tre chilometri, che si affaccia sul golfo di Taranto, facente parte del mar Ionio, nel territorio comunale si ha la presenza delle foce di alcuni brevi torrenti (San Nicola, Toccacielo). Tali corsi d'acqua, attraversando il territorio comunale da nord a sud,ne diventano confine e comunale e regionale: mentre il torrente Toccacielo con la sua foce (riserva faunistica del WWF, in cui trovano rifugio alcuni trampolieri comuni nel bacino mediterraneo, tra i quali l'airone cenerino, insieme ad altri uccelli marini come la gabbianella) viene a trovarsi a pochi centinaia di metri dal confine comunale, che non ha sviluppo reale essendo continuativo con il prospiciente comune di Rotondella; di contro, il torrente San Nicola, con il suo carattere torrentizio puro, maggiormente similare a una fiumara, si è sviluppato con un percorso serpentino divenendo de facto confine regionale tra Basilicata e Calabria; il torrente è confine occidentale del territorio comunale, con la cittadina calabrese di Rocca Imperiale provinciale con la provincia di Cosenza.
La contrada comunale sud-orientale, che la toponomastica locale definisce Laccata, è riconosciuta come strada provinciale della Laccata, che viene ad essere la conclusione naturale del vecchio tracciato che un tempo era il percorso della ex strada statale 104 di Sapri, la quale congiunge la frazione Marina, innestandosi con la strada statale 106 Jonica, con il centro storico.
La costa sabbiosa è ricca di dune naturali, su cui l'avena marina cresce e prospera, in unione ad altre piante marittime, (asfodelo, salsola, calcatrèppola marina); la sabbiosità sia interna che marittima rappresenta un notevole distacco con il fondale e la costa ghiaiosa della vicina Rocca Imperiale, tuttavia questo aspetto avvicina la costa lucana allo Ionio alla costa della vicina Puglia.
Altra caratteristica arborea della zona marittima sono le pinete e gli eucalipteti, questi ultimi piantumati in tempi recenti (prima metà del secolo XX) non solo per bloccare il degrado delle spiagge e la desertificazione, ma anche per impedire il proliferare, in zone bonificate, della malaria, utilizzante come veicolo di contagio le zanzare palustri; tali impianti prosperano poiché gli eucalipti, assorbendo le acque reflue, ne impediscono la stagnazione permettendo così alla flora mediterranea di riprendere a svilupparsi (grazie all'aiuto sia dell'uomo sia della natura) evitando che marcisca per la presenza di troppa acqua. Lungo i viali e all'interno delle zone arboricole inselvatichite prosperano il rosmarino, l'oleandro e numerose piantagioni fruttifere (soprattutto impianti di alberi del genere prunus — pescheti, albicoccheti, pruneti — ma anche agrumeti) annuali.
Risalendo verso nord, lungo l'ex strada provinciale 104, e superata la demarcazione della SS 106, la fascia costiera, occupata in parte da Nova Siri Marina, lascia posto a zone agricole in cui si coltivano ulivi, limoni, aranci, campi di susini (prunus domestica).
In spazi vuoti o abbandonati o appartenenti al demanio si possono notare la presenza di alberi tipicamente rustici e fortemente legati al territorio come il pero selvatico (Piràinu) o le querce, indice della boscosità antica del territorio, sostituite in tempi immemori dagli ulivi, che, tuttavia, dimostrano sia l'antichità degli impianti con la loro maestosità sia la forte antropicizzazione dei luoghi. Altre specie floreali del territorio sono il finocchio selvatico o finocchietto, la cicoria selvatica, il tarassaco, il cardo selvatico o carciofo selvatico mentre alcune zone sono colonizzate dalla calendula.
Superato il centro storico di Nova Siri, il territorio diviene basso-montano sia come temperature sia come flora.
In esso si riscoprono sia gli arbusti della flora mediterranea sia gli alberi tipicamente montani in quantità tali da far ricordare le foreste di territori geograficamente vicini, come il monte Pollino, il quale è il cuore del parco nazionale omonimo, pertanto si incontrano zone con querceti, con pinete non impiantate e ricche zone di crescita di peri selvatici su cui il vischio prospera.

### Clima
Secondo i dati medi del trentennio 1961-1990, la temperatura media del mese più freddo, gennaio, si attesta a +9,4 °C, mentre quella del mese più caldo, agosto, è di +26,7 °C .
| Nova Siri          | Mesi | Mesi | Mesi | Mesi | Mesi | Mesi | Mesi | Mesi | Mesi | Mesi | Mesi | Mesi | Stagioni | Stagioni | Stagioni | Stagioni | Anno |
| ------------------ | ---- | ---- | ---- | ---- | ---- | ---- | ---- | ---- | ---- | ---- | ---- | ---- | -------- | -------- | -------- | -------- | ---- |
| Nova Siri          | Gen  | Feb  | Mar  | Apr  | Mag  | Giu  | Lug  | Ago  | Set  | Ott  | Nov  | Dic  | Inv      | Pri      | Est      | Aut      | Anno |
| T. max. media (°C) | 13,4 | 14,3 | 16,4 | 19,5 | 24,2 | 29,7 | 32,9 | 32,8 | 29,1 | 23,6 | 18,8 | 15,6 | 14,4     | 20,0     | 31,8     | 23,8     | 22,5 |
| T. min. media (°C) | 5,5  | 5,6  | 7,3  | 9,5  | 13,1 | 17,7 | 20,4 | 20,5 | 17,7 | 13,6 | 10,2 | 7,4  | 6,2      | 10,0     | 19,5     | 13,8     | 12,4 |

## Storia
La posizione del centro antico evidenzia una precedente funzione di avamposto militare e civile forse di origine romana o, più probabilmente, bizantina, a presidio delle coste ioniche, durante l'età delle scorrerie dei saraceni.
L'antico nome Bollita (la cui origine è discussa poiché potrebbe derivare o dall'antico Boletum presumibilmente per la forma ovoidale della collina che richiamerebbe alla mente il cappello del fungo porcino (boletus edulis) o dalla presenza di polle d'acqua sorgive (richiamando l'antico senso di acqua che bolle) venne abbandonato nel 1872 in favore della denominazione attuale per la presenza in questo territorio, attestata da Strabone nella sua opera Geografia, della città di origine greca Siris.
Successivamente, fra il XIV e il XVI secolo fu feudo della famiglia spagnola Sandoval de Castro, il cui più famoso esponente fu don Diego Sandoval de Castro, amante della contessa Isabella Morra, figlia del conte Morra signore di Favale (antica denominazione di Valsinni).
Fu culla della famiglia Settembrini (il cui palazzo gentilizio si trova nella zona Porticella, antica denominazione del quartiere orientale della cittadina) che, trasferitasi a Napoli agli inizi del XIX secolo, diede i natali al patriota e scrittore Luigi Settembrini.

Veduta di Nova Siri nel 1980

La cittadina nella seconda metà dell'Ottocento fu centro di un gruppo risorgimentale affiliato alla giovine Italia di cui un esponente fu Pietro Antonio Battifarano, che partecipò all'impresa garibaldina arruolandosi, presso Capua a un reggimento di camicie rosse.
Sotto il profilo urbanistico l'abitato iniziò a svilupparsi nella seconda metà del XX secolo, prima sulla collina orientale in cui era posto il cimitero antico (attualmente posizionato in contrada San Megale), poi, dagli anni settanta del Novecento, soprattutto lungo l'asse viario che collegava il centro, mediante la allora SS 104 con la stazione ferroviaria e la frazione Marina, a ridosso della SS 106 Reggio Calabria-Taranto. Nova Siri Marina ha conosciuto da allora un certo sviluppo demografico, divenendo una nota stazione balneare.

## Monumenti e luoghi d'interesse

### Architetture civili
- Palazzo Orioli
- Palazzo Settembrini
- Palazzo Costa
- Monumento ai caduti

### Architetture militari
- Castello
- Torre Bollita

### Architetture religiose

#### Chiesa madre
La chiesa madre, dedicata a Santa Maria Assunta in cielo, ha forma rettangolare con un'abside a semicerchio sul lato più corto rivolto ad est ed è divisa in tre navate. La centrale abbastanza larga e due laterali comprese tra due file di arcate a tutto sesto che richiamano lo stile tardo rinascimentale. Sul fondo è situato l'altare maggiore a marmi policromi col presbitero separato da balaustra esagonale settecentesca in grigia pietra locale.
Dietro, nell'abside, c'è il coro, opera di falegnameria in legno eseguita da artisti lagonegresi e che risale al 1775, epoca in cui la chiesa fu ristrutturata. Sul coro c'è una pregevole tela dell'Oliva.
La chiesa madre nei diversi secoli ha subito parecchie ristrutturazioni, la più incisiva ed importante di queste si fa risalire al 1585. Le principali feste sono: La festa Patronale di San Giuseppe, festa della Madonna del Carmine e la festa della Madonna della sulla. La Chiesa madre è la sede della Parrocchia Santa Maria Assunta

#### Chiesa dell'Annunziata - Madonna degli Infermi
La Chiesa dell'Annunziata dedicata a Santa Maria dell'Annunziata, è una piccola struttura risalente al 1600/1700 circa al suo interno troviamo due statue quella dell'arcangelo Gabriele e quella dell'Annunziata. Dopo Pasqua la Madonna della Sulla viene spostata nella Chiesa madre di Santa Maria Assunta in cielo fino alla 2ª domenica di maggio. La Madonna dell'Annunziata invece viene spostata nella Cappella della Sulla anch'essa verrà riportata nella sua Chiesa la 2ª Domenica di maggio, ovvero quando la Madonna della Sulla ritornerà alla propria Cappella.

#### Santuario di Maria Santissima della Sulla
Poco distante dal centro urbano, a circa un chilometro dal paese, sorge la cappella extra moenia dedicata alla “Madonna della Sulla”, dal nome della contrada, e costruita verso la fine del 1600.

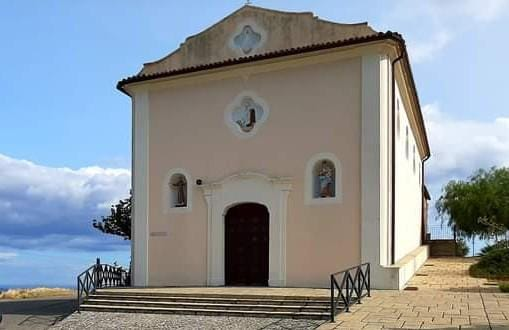
Cappella Santa Maria della Sulla - Nova Siri

A quel tempo, infatti, nel feudo di Bollita, era presente una confraternita di parroci e di diaconi che durante l'estate, era solita utilizzare la struttura come oratorio.
L’interno è a navata unica, con l'altare di pietra novasirese e il coro ligneo sulla porta centrale, dove è custodita la statua della Vergine Maria, la Madonna della Sulla, posta su inginocchiatoio, sul quale è delicatamente poggiata. La cappella è ogni anno meta di fedeli e pellegrini, che vi si recano numerosi soprattutto nelle settimane tra la fine di aprile e la seconda domenica di maggio, periodo del rito religioso dedicato alla Vergine.

#### Chiesa di Sant’Antonio di Padova
La Chiesa di Sant'Antonio di Padova è la chiesa principale di Nova Siri Scalo (frazione di Nova Siri). La nuova struttura inaugurata il 12 Giugno 2020 è stata costruita perché la ex Chiesa era troppo piccola e a Nova Siri Scalo serviva una Chiesa abbastanza grande. Questa è la sede della Parrocchia di Sant'Antonio la festa in onore del Patrono della frazione avviene ogni fine settimana dopo il 13 Giugno

### Siti di interesse archeologico

#### Vasche di Sant'Alessio

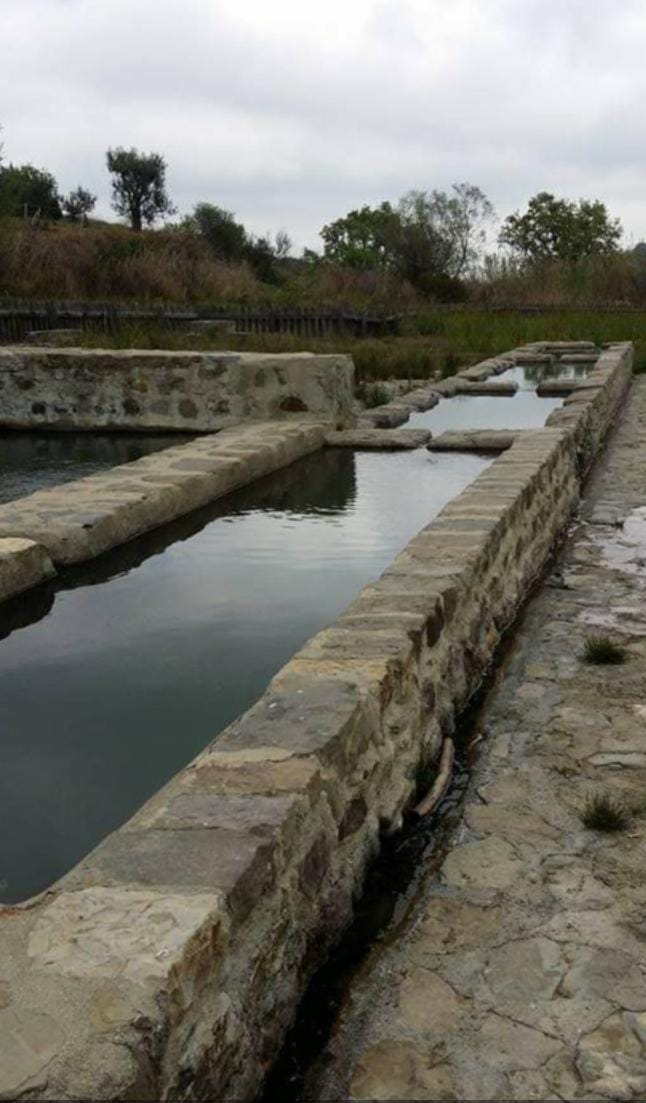
Vasche di origine romana site nel territorio di Nova Siri

Le vasche di origine romana sono collocate a ridosso del torrente Toccacielo. Sono sei e si riempiono continuamente d’acqua grazie a un interessante sistema di sifoni. In una vasca, quella centrale, sgorga di continuo acqua limpida e depurativa che in passato era utilizzata dalle massaie per lavare i panni, nonché considerata un toccasana per i malanni di qualsiasi genere. L'età della costruzione coincide con la conquista romana della Siritide strappata all'egemonia dei Tarantini. Si pensa che nell’altomedioevo qui vi fosse una “laura” di monaci basiliani e, secondo un'antichissima leggenda, sarebbe avvenuto un incontro non proprio "conventuale" tra un frate ed una suora. Pertanto, raccontano gli anziani che, ripetendo ritmicamente l'espressione "U Monac e a Monac" l’emissione dell’acqua aumenterebbe a vista d’occhio.

#### Cugno (Ciglio) dei Vagni
Sito archeologico, di origine romana.

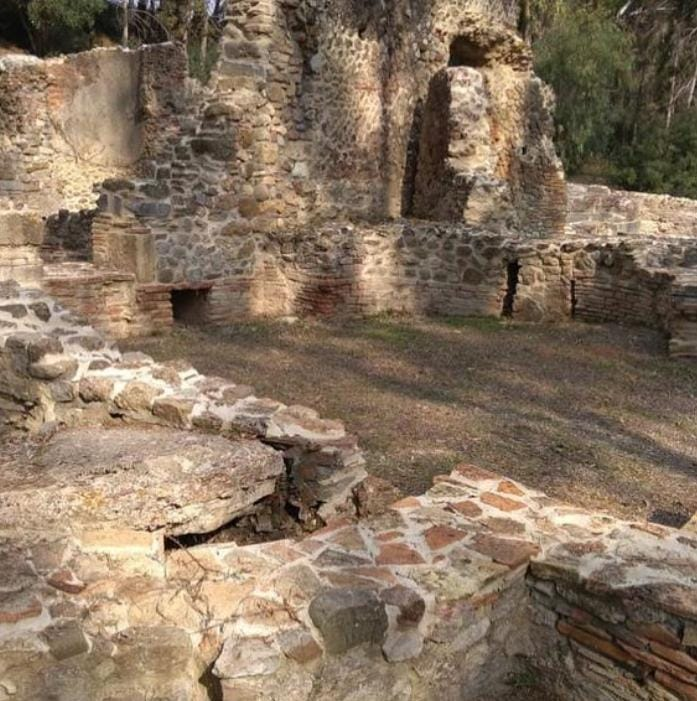
Cugno dei Vagni

## Società

### Evoluzione demografica
Abitanti censiti

## Cultura
Biblioteca
Biblioteca comunale

## Musei
Museo multimediale della Basilicata

### Cinema
- Nel centro storico di Nova Siri sono state girate alcune scene del film Basilicata Coast to Coast di Rocco Papaleo e sulle spiagge alcune scene del film Tre Fratelli di Francesco Rosi.

### Cucina
La cucina novasirese è costituita da elementi semplici e tipici della tradizione lucana, dalla pasta fresca (frizzuli con mollica) alle orecchiette. Le festività natalizie sono accompagnate dalla preparazione di dolci tipici che è possibile assaggiare nei piccoli panifici presenti nel comune ionico. Il più famoso di questi è "u'pastzzott", un panzerottino dolce farcito con ceci o con mandorle, fritto in olio bollente e, infine, cosparso di zucchero. Con decreto del 14 luglio 2017, il Ministero delle Politiche Agricole Alimentari e Forestali ha inserito "u'pastzzott" nell'elenco dei Prodotti Agroalimentari Tradizionali (PAT) per la tipologia delle “paste fresche e prodotti della panetteria, della biscotteria, della pasticceria e della confetteria”.

## Economia

### Agricoltura
Si pratica un'agricoltura di tipo intensivo, per lo più frutteti con agrumi, albicocche, uva da tavola e da vino e ortaggi.

### Turismo
Dal 2018 è stato assegnato alla località il riconoscimento Bandiera blu.

## Infrastrutture e trasporti
・Svincolo Nova Siri Lido , Nova Siri Scalo e Nova Siri Sud sulla strada statale 106
・Svincolo di fine a Nova Siri Scalo della Strada statale 104 di Sapri
・Svincolo Rotondella della Strada statale 653 della Valle del Sinni
・Stazione di Nova Siri-Rotondella della Ferrovia Jonica

## Amministrazione
| Periodo        | Periodo        | Primo cittadino         | Partito                          | Carica  | Note |
| -------------- | -------------- | ----------------------- | -------------------------------- | ------- | ---- |
| 1980           | 1990           | Cosimo Latronico        | Democrazia Cristiana             | Sindaco |      |
| 1990           | 1995           | Giovanni Stigliano      | Democrazia Cristiana             | Sindaco |      |
| 23 aprile 1995 | 14 giugno 1999 | Rocco Bruno             | Coalizione di centro             | Sindaco |      |
| 14 giugno 1999 | 14 giugno 2004 | Giuseppe Battafarano    | lista civica                     | Sindaco |      |
| 14 giugno 2004 | 26 maggio 2014 | Giuseppe Santarcangelo  | lista civica                     | Sindaco |      |
| 26 maggio 2014 | 10 giugno 2024 | Eugenio Lucio Stigliano | lista civica                     | Sindaco |      |
| 10 giugno 2024 | in carica      | Antonello Mele          | Nova Siri Futura (centro-destra) | Sindaco |      |

## Sport

### Ciclismo
・Nova Siri fu per molti anni tappa del Giro d'Italia

### Trofeo CONI
Dal 21 Al 24 Settembre 2023 Nova Siri ha ospitato più di 5 mila persone che hanno gareggiato al trofeo Coni della costa jonica Lucana
Le gare sono state praticate in tutti i comuni della costa jonica Lucana mentre la cerimonia di inizio , la cerimonia di fine e la premiazione sono state svolta a Nova Siri